# Физулинский район
Физулинский район (азерб. Füzuli rayonu) — район Азербайджанской Республики. Административный центр — город Физули.

## География
Район расположен в западных предгорьях Карабахского хребта и в долине реки Аракс. Граничит на юге с Исламской Республикой Иран, на юго-западе — с Джебраилским, на западе — с Ходжавендским, на севере — с Агджабединским, а на востоке — с Бейлаганским районами.
От юго-восточного подножия Кавказской горной цепи до реки Аракс расположена пологая равнина и низменности.
Площадь района составляет 1 386 км2.
Расстояние до Баку составляет 310 км.
По территории района протекают реки Басутчай, Акера, Кенделанчай и Баргушат.
На территории района находятся песчано-гравийные месторождения Гуручай, Ашагы Гюздек, месторождения известняка Довлетъярлы и Дилагарды.

## История

### Период Азербайджанской ССР
Физулинский район образован 8 августа 1930 года как Карягинский район.
24 января 1939 года один сельсовет Карягинского района был передан в Ждановский район.
2 апреля 1959 года в честь 400-летия со дня смерти классика азербайджанской поэзии Мухаммеда Физули переименован в Физулинский.

### Современный период
11 августа 1993 года армянские вооружённые формирования при поддержке танков (до 35 единиц Т-72) начали наступление в направлении районного центра — Физули. 20 августа город был окружён и занят армянскими силами. 22 августа под давлением сил противника, из-за отсутствия подкреплений и боеприпасов оборонявшие район части 160-го азербайджанского полка вынуждены были отступить и оставить весь район. Согласно отчёту Human Rights Watch, некоторые бежавшие мирные жители были убиты армянскими вооружёнными формированиями при обстреле сёл и городов уже после отступления азербайджанских военных частей из района.
С лета 1993 года по осень 2020 года северо-западная часть района, включая административный центр Физули, контролировалась непризнанной Нагорно-Карабахской Республикой (НКР), согласно административно-территориальному делению которой эти земли были включены в Гадрутский и Мартунинский районы НКР. Согласно резолюциям Совета Безопасности ООН 1993 года данные территории рассматривались как оккупированные армянскими силами.
В ходе Горадизской операции в январе 1994 года большая часть Физулинского района была возвращена под контроль Азербайджана.
Осенью 2020 года Физулинский район вновь стал ареной активных боёв между армянскими и азербайджанскими силами в ходе Второй карабахской войны. В первый же день военных действий, 27 сентября, азербайджанская сторона объявила об установлении контроля над пятью сёлами района, прежде находившимися под контролем НКР. 17 октября 2020 года в видеообращении к нации президент Азербайджана Ильхам Алиев объявил, что азербайджанская армия среди прочих населённых пунктов освободила административный центр района — город Физули. Бои продолжились и в следующие недели. По сообщению Министерства обороны Азербайджана, к 31 октября азербайджанская армия установила контроль почти над всей территорией Физулинского района.
12 ноября 2020 года в районе начал службу местный отдел Службы государственной безопасности Азербайджана.

## Население
Согласно Всесоюзной переписи 1989 года население района составляло 89 417 человек.
По переписи населения 2009 года население Физулинского района составляло 115 500 человек, на 1 января 2019 года — 132 400 человек.
На 2020 год население района составляло 134 333 чел. Почти половина населения являлась вынужденными переселенцами и проживала за пределами района.
На 1 января 2022 года население составило 135 264 чел. Из них 24,21 % — городское население, 75,79 % — сельское. Экономически активное население составляет 65,7 тыс. чел.

### Национальный состав
| Год переписи       | 1939            | 1959             | 1970             | 1979             |
| ------------------ | --------------- | ---------------- | ---------------- | ---------------- |
| азербайджанцы      | 40 368 (92,8 %) | ↗45 908 (95,0 %) | ↗64 697 (96,0 %) | ↗73 464 (96,6 %) |
| русские и украинцы | 1271 (2,9 %)    | ↘773 (1,6 %)     | ↗1 368 (2,0 %)   | ↗1 544 (2,0 %)   |
| армяне             | 1 692 (3,9 %)   | ↘1 461 (3,0 %)   | ↘1 123 (1,7 %)   | ↘833 (1,1 %)     |
| другие             | 156 (0,3 %)     | 188 (0,4 %)      | 209 (0,3 %)      | 172 (0,2 %)      |
| всего              | 43 487          | 48 330           | 67 397           | 76 013           |

## Административное устройство
Площадь района составляет 1 386 км². С 1991 года входит в состав Верхне-Карабахского экономического района, который 7 июля 2021 года был переименован в Карабахский экономический район.
В районе расположены 2 города: районный центр — город Физули (на западе района) и город Горадиз (в южной части района).

## Последствия оккупации
За период оккупации были уничтожены 2 гектара лесов, 11 реликтовых восточных платанов. Разрушена существовавшая система кяризов.

## Восстановление после войны
10 мая 2024 года после капитального ремонта введён в эксплуатацию комплекс кенделанчайских водохранилищ.

## Образование
В районе действует 80 общеобразовательных учреждений, из них 1 начальная, 5 общеобразовательных, 74 средних и 1 гимназия.

## Транспорт
На территории района расположена железнодорожная станция в городе Горадиз. По состоянию на ноябрь 2020 года является конечной станцией на линии Баку—Алят—Джульфа, далее линия была разобрана в ходе Карабахской войны.
В январе 2021 года президент Азербайджана дал указание о строительстве в городе Физули международного аэропорта. 26 октября 2021 года состоялось его открытие. В церемонии открытия приняли участие Президент Азербайджана Ильхам Алиев и Президент Турции Реджеп Тайип Эрдоган.

## Инфраструктура
В районе расположены 2 больницы, 28 поликлиник, 46 библиотек, 3 музея.
Около села Юхары Заргяр планируется строительство центрального водохранилища ёмкостью 20 000 м3. Водохранилище обеспечит водой 50 000 чел.

### Водоснабжение
В 1951 году в русле реки Кенделанчай построено водохранилище Кенделенчай-2 вместимостью 2,1 млн м3, высотой 23,35 м.
В 1962 году введено в эксплуатацию водохранилище Кенделенчай-1 вместимостью 3,9 млн м3, высотой 14 м.
В 1980 году введено в эксплуатацию водохранилище Ашагы Кенделенчай вместимостью 9,5 млн м3, высотой 25 м.
Комплекс водохранилищ Кенделанчай обеспечивают водой 6200 гектар.

## Археологические исследования
В разный период на территории района произведены археологические исследования на территории местностей Гюнештепе, Каракепектепе, берегах реки Куручай, в результате чего были открыты Гарабулагские курганы, куручайская археологическая культура, памятник-поселение Каракепектепе.

## Культура
В 1930—1949 годах и вновь с 1989 года в районе действует Физулинский государственный драматический театр. Во время Карабахской войны театр неоднократно оказывался в зоне боевых действий. После войны и до 2003 года находился в городе Сумгаите. С ноября 2003 года театр вернулся в Физулинский район. В настоящее время Физулинский драматический театр располагается в здании Горадизского городского дома культуры.

## Спорт
С 16 по 18 октября 2024 года на Кенделанчайском водохранилище и в центре Кюр состоится Мингечевирская регата.

## Достопримечательности
На территории района расположены памятники архитектуры школы Аджеми Нахчивани.
- Каракепектепе — археологический памятник
- Ахмедалларский мавзолей — конец XIII века. (село Ахмедаллар.
- Мавзолей Шейха Бабы — 1273 год. (село Бабы)
- Мавзолей Мирали — XIV век (село Ашаги Вейселли)
- Мечеть Гияс ад-Дина — 1682 год (село Гаргабазар)
- Каравансарай — 1684 год (село Гаргабазар)
- Мечеть в селе Кочахмедли — XVIII век
- Мечеть Гаджи Алекбера[азерб.] — XIX век

Вблизи села Мердинли расположены вытесанные из камня фигуры лошадей, датируемые XVIII — XIX веком.
На территории района расположены 3 кургана в 700-800 метрах от дороги Ахмедбейли — Физули — Шуша.
23 мая 2023 года в ходе археологических раскопок на данной территории обнаружен курган, в котором погребён правитель вместе с колесницей.